# Stormarn (landskab)
Landskabet Stormarn ligger i den sydlige del af Holsten. Det afgrænses i vest og nord imod det egentlige Holsten af floden Stör, i nordøst imod Vagrien af floden Trave og i sydøst imod Lauenborg af floden Bille og i syd af Elben. Til landskabet hørte dele af nutidens Kreis Stormarn, Kreis Pinneberg, noget af Kreis Steinburg, en del af Kreis Segeberg og hele Hamborg (nord for Elben). Sådan fremstilles området traditionelt allerede i 1100-1300 tallet. I kirkeannalerne 900-1100 varierer det: en regner Wilster-marsken, på vestbredden af Stör, med til Stormarn, en anden til det egentlige Holsten. Ligeså med nogle sogne i den nordlige del af Stormarn. I nogle kilder regnes Wilster-marsken endog i 1500-tallet og senere med til landskabet Stormarn.

## Grevskabet Stormarn
Navnet på den første greve af Stormarn kendes ikke og heller ikke, hvornår han udnævntes.
Grev Gottfried von Hamburg var til sin død 2. november 1110 herre over grevskabet Stormarn. 1111 forlenedes grev Adolf I af Schauenburg med grevskaberne Stormarn og det egentlige Holsten, hvorefter de to landskaber er forenet i grevskabet Holsten.

## Fyrstendømmet Stormarn
Efter at den tyske kejser i 1474  ophævede greven af Holsten, kong Christian 1., til hertug af Holsten, kaldes Stormarn for fyrstendømmet Stormarn (jf. J. Mejers kort over Stormarn fra 1650).
Fyrstendømmet Stormarn blev opdelt med tiden. Ved delingen af Holsten i 1544 mellem kong Christian III og hans halvbrødre, hertug Hans den Ældre og hertug Adolf, deltes Stormarn, så kong Christian III. blev tillagt det store Segeberg Amt i øst og hertug Adolf et område i syd, kaldet Amt Trittau, som oprettedes ved delingen (hertug Hans fik sine parter i andre dele af hertugdømmet Holsten). Resten af fyrstendømmet skulle forvaltes i fællesskab.
Byen Hamborg frigjorde sig i en længere årrække fra tilhørsforholdet til hertugdømmet Holsten. Da kong Christian IV. den 30. oktober 1603 hyldedes i Hamborg, havde byrådet af modvillighed forhalet det i syv år. Han blev den sidste konge, der hyldedes af staden, der løsrev sig og ikke længere ansås som hørende til fyrstendømmet Stormarn.
1640 dannedes i den sydvestlige del af fyrstendømmet Stormarn herskabet Pinneberg og grevskabet Rantzau.
1773 blev kong Christian VII herre i hele hertugdømmet Holsten. Det var begyndelsen på helstaten.

## Slut med at være fyrstendømme
1863 den 1. oktober besluttede Det Tyske Forbund at udføre en sekvestration af hertugdømmerne Holsten og Lauenborg, der som tyske lande var medlemmer af Det tyske Forbund. Sekvestration betyder at beslaglægge, at tage det tilbage, som tilhører en. Danmarks konge skulle derved fratages sin stilling som hertug af de to hertugdømmer. Striden skyldtes den ventede Novemberforfatning. Efter kong Christian IX's underskrivelse af forfatningen den 18. november 1863 (hvorved helstaten ophørte), besluttede Det Tyske Forbund at gennemføre beslaglæggelsen af de to tyske hertugdømmer. Den 23. december rykkede tropper fra Hannover og Sachsen ind i Holsten og Lauenborg. Mens de kongelige tropper (hvoraf nogle var fra hertugdømmerne) hver dag trak sig længere imod nord, afsluttedes eksekveringen den 31. december 1863. Det kongelige styre af hertugdømmet Holsten var forbi.
I begyndelsen af 1867 var det heller ikke længere et hertugdømme formelt.